# 足利义视
足利義視（永享11年閏1月18日（1439年3月3日）－延德3年1月7日（1491年2月15日）），室町時代武將。法名大智院久山道存。6代幕府將軍足利義教之子，母為日野重光之女日野重子。7代將軍足利義勝、8代將軍足利義政之同母弟。初代堀越公方足利政知之異母弟。3代將軍足利義滿之孫。正室為日野重政之女、兒子是第10代將軍足利義材。

## 簡介
原本無繼承權，剃髮出家，作為天台宗淨土寺門跡、名為義尋（ぎじん）。兄長足利義政詩酒風流，一直想要脫離幕府理政之苦。
寬正五年（1464年）在兄長義政保證就算日後生下兒子，也不會讓其繼承的承諾下，義尋還俗，改名足利義視，成為下任將軍繼承人。同時在細川勝元的安排下迎娶日野富子之妹為正室。
寬正六年（1465年），義政與富子誕下兒子足利義尚，富子非常希望義尚繼任為將軍，因此拉攏四職家的山名宗全與義視對立。同年九月，伊勢貞親散佈義視即將謀反的流言，義視因此被誣陷謀反。但義視在勝元的幫助下證明了自己的清白，貞親以誣陷罪而逃亡近江，季瓊真蘂、斯波義敏、赤松政則等人也相繼被逐出京都，這便是宗全與勝元所協助的文正之變。
應仁元年（1467年），足利將軍家之家督繼承問題擴展到畠山氏及斯波氏之家督繼承問題關係從而發展到應仁之亂。義視與細川勝元統率東軍，與效忠將軍為首的山名宗全（持豊）之西軍、西幕府對峙。文明五年（1473年），山名宗全與細川勝元分別在三月及五月相繼逝世。同年十二月十九日，義政將將軍之位讓給嫡子義尚後隠居於東山山莊，稱為東山殿。文明九年（1477年）十一月，應仁之亂結束。
延德元年（1489年），第9代將軍足利義尚逝世。義視與義政夫婦達成和解，由其子足利義材（後改名義稙）就任為第10代將軍。然而富子和義視在義政繼承人的事件中曾有過嫌隙，富子因此也連帶不喜歡義材。延德三年（1491年）義視逝世，享年52歲。同年，贈從一位太政大臣。
延德三年（1491年）義視過世後，富子開始謀畫更換將軍之事。
明應二年（1493年），富子與細川政元合作，廢除義材的將軍之位，改立堀越公方足利政知之子足利義澄為第11代將軍。（詳見明應之變）